# Estación de Ginebra-Sécheron
La estación de Ginebra-Sécheron (En francés: Genève-Sécheron) es una estación ferroviaria ubicada en la comuna de  Ginebra, Suiza. 
La estación fue abierta en 2004 y se encuentra en la zona donde están ubicadas las sedes de numerosos organismos internacionales.
A la estación se accede desde el paso elevado de la Avenida de la Paz. En términos ferroviarios, la estación se sitúa entre la doble vía de la línea Ginebra - Lausana y una playa de vías destinada al estacionamiento de trenes.Cuenta con un único andén, al que acceden 2 vías, una de las cuales es topera y sólo tiene continuidad hacia Ginebra-Cornavin, teniendo poco uso, y la otra, la más utilizada, es la que está conectada con la línea Ginebra - Lausana, y en la que paran los trenes Regio con destino Coppet, el único servicio ferroviario con el que cuenta la estación.

## Servicios Ferroviarios
En la estación sólo efectúan parada los trenes Regio que tienen con destino Coppet:
- R Ginebra-Cornavin - Versoix - Coppet.